# واد لحمر آيت بوبكر (آيت بوبكر)
واد لحمر آيت بوبكر هو دُوَّار يقع بجماعة زراردة، إقليم تازة، جهة فاس مكناس في المملكة المغربية. ينتمي الدوّار لمشيخة آيت بوبكر التي تضم 4 دواوير. يقدر عدد سكانه بـ 322 نسمة حسب الإحصاء الرسمي للسكان والسكنى لسنة 2004.

## روابط خارجية
- البوابة الوطنية للجماعات الترابية
- المندوبية السامية للتخطيط